# Micalet
Ne doit pas être confondu avec Miquelet.

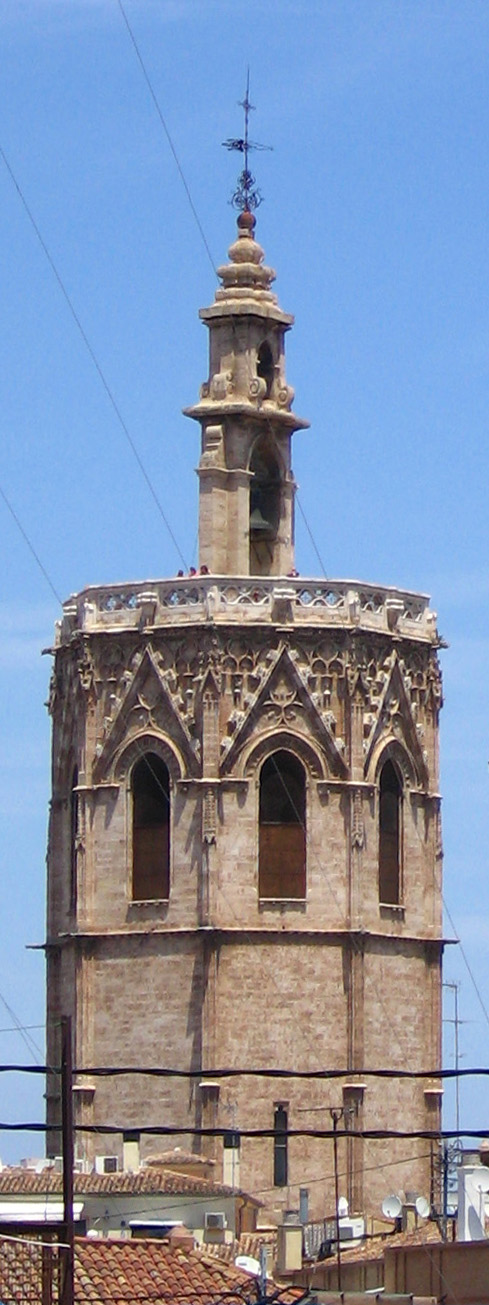
Le Micalet.

Le Micalet (plus rarement Miquelet), aussi appelé Miguelete en espagnol, est le campanile de la cathédrale de Valence, en Espagne ; c'est un des principaux symboles de la ville.
Il s'agit d'une tour octogonale haute de 51 mètres (207 marches). Son style de construction est gothique valencien.
Son nom, d'origine populaire et normalement utilisé avec l'article el, est issu du diminutif en catalan de la cloche principale de l'édifice, Miquel. Il fut pendant longtemps nommé « Campanar Nou » (« nouveau clocher »), pour le distinguer du « Campanar Vell » (« vieux clocher »), une tour à base carrée d'architecture romane située dans la rue de la Barcella.
La Société chorale El Micalet, association culturelle fondée en 1893 à Valence, est nommée en référence à lui.